# بابان (کبودرآهنگ)
بابان یک روستا در ایران است که در دهستان حاجیلو واقع شده‌است. براساس سرشماری مرکز آمار ایران در سال ۱۳۹۵، بابان ۳٬۰۲۶ نفر جمعیت دارد.